# Гифомицеты
Гифомице́ты (лат. Hyphomycetales) — наиболее обширный порядок несовершенных грибов, включающий в свой состав более 930 родов и около 10 тысяч видов.

## Этимология названия
Hyphomycetales — от греч. hyphe — ткань + mykes (myketos) — гриб.

## Общая характеристика
Группа включает в себя виды с одиночными конидиеносцами или сгруппированными в коремии и спородохии, имеющие преимущественно вид подушечек. У некоторых видов обнаружены совершенные сумчатые стадии.
Гифомицеты входят в состав многочисленных экологических групп: почвенные, ксилофильные (обитающие на древесине), обитающие на растительных остатках, являющиеся паразитами растений, хищные (улавливают микроскопических животных и питаются ими), водные, микофильные (паразитируют на других грибах), энтомофильные (паразитируют на насекомых) и другие.

## Систематика
Систематическое разделение основано на особенностях строения конидиеносцев, их агрегации, а также на их окраске, а также окраске конидий, их формах, размерах и числе образующих их клеток.
Выделяют 4 семейства:
- Монилиевые (Moniliaceae) — характеризуются одиночными светлыми конидиеносцами,
- Демациевые (Dematiaceae) — характеризуются одиночными тёмными конидиеносцами,
- Коремиальные (Coremiaceae) — характеризуются соединёнными в коремии,
- Туберкуляриевые (Tuberculariaceae) — характеризуются тем, что их конидиеносцы образуют спородохии.